# Detlef Lewe
Detlef Lewe (* 20. Juni 1939 in Dortmund; † 1. Oktober 2008 in München) war ein deutscher Kanute. Er nahm von 1960 bis 1972 viermal für die Bundesrepublik Deutschland an Olympischen Spielen teil und gewann 33 deutsche Meistertitel.
Bei den Olympischen Spielen 1960 wurde Detlef Lewe Sechster im Einer-Canadier über 1000 Meter. Vier Jahre später belegte er erneut den sechsten Platz, allerdings im Zweier-Canadier zusammen mit Klaus Böhle. 1965 und 1967 wurde Lewe Europameister und 1966 erstmals Weltmeister. Bei den Olympischen Spielen 1968 gewann Lewe Silber im Einer-Canadier über 1000 Meter hinter dem Ungarn Tibor Tatai. Nach den Olympischen Spielen 1968 trat Lewe erstmals vom Leistungssport zurück.
1970 versuchte er ein Comeback. 1971 wurde er Weltmeister im Einer über 500 Meter und über 1000 Meter und war damit zumindest Mitfavorit für die Olympischen Spiele 1972. Bei der Eröffnungsfeier war er Fahnenträger der bundesdeutschen Mannschaft. Im Rennen über 1000 Meter gewann er dann die Bronzemedaille hinter dem Rumänen Ivan Patzaichin und dem Ungarn Tamás Wichmann. Nach den Olympischen Spielen 1972 trat Lewe dann endgültig vom Leistungssport zurück.
Detlef Lewe startete während des größten Teils seiner Karriere für den Kanu-Verein Schwerte, von 1959 bis 1963 ging er für den Verein Bertasee Duisburg an den Start. Neben seiner Sportlerkarriere absolvierte Lewe eine Berufsausbildung zum Metzger und betrieb als Meister in Schwerte ein Fleischerei-Fachgeschäft. Aus seiner Ehe mit Ilse Troska-Lewe gehen zwei Kinder hervor. Außerdem war er kurze Zeit mit der Kanutin Barbara Schüttpelz verheiratet. 
Im Oktober 1998 verkaufte Lewe seine Metzgerei und zog nach München. Dort starb er am 1. Oktober 2008 nach kurzer, schwerer Krankheit.

## Ehrungen
- Ehrenringträger der Stadt Schwerte 1968
- Zu Lewes 60. Geburtstag wurde die Straße, die zum Bootshaus seines Vereins führt, in Detlef-Lewe-Weg umbenannt.
- Silbernes Lorbeerblatt (1966)
- Ehrenplakette des Deutschen Olympischen Gesellschaft